# Alfred Gomis
Amigo Alfred Junior Gomis (Ziguinchor, 1993. szeptember 5. –) szenegáli válogatott labdarúgó, a palermo  játékosa.

## Pályafutása

### Klubcsapatokban
A Torino saját nevelésű játékosa, de tétmérkőzésen nem lépett pályára. Kölcsönben megfordult a Crotone csapatánál, az Avellino, a Cesena, a Bologna, a Salernitana és a SPAL csapatainál is. 2019. augusztus 20-án a Dijon csapatához szerződött. 2020. szeptember 29-én Édouard Mendy pótlására szerződtette a Stade Rennais csapata.

### A válogatottban
2017. november 14-én mutatkozott be a szenegáli válogatottban a dél-afrikai labdarúgó-válogatott elleni világbajnoki selejtező mérkőzésen. A felnőtt válogatott tagjaként részt vett a 2018-as labdarúgó-világbajnokságon. 2021-ben aranyérmes lett az afrikai nemzetek kupáján részvevő válogatottal.

## Statisztika

### Válogatott
| Szenegál | Szenegál | Szenegál |
| Év       | Mérk.    | Gólok    |
| -------- | -------- | -------- |
| 2017     | 1        | 0        |
| 2018     | 3        | 0        |
| 2019     | 7        | 0        |
| 2020     | 0        | 0        |
| 2021     | 2        | 0        |
| 2022     | 0        | 0        |
| Összesen | 13       | 0        |

## Sikerei, díjai
- Szenegál
  - Afrikai nemzetek kupája: 2021